# Ten'nin

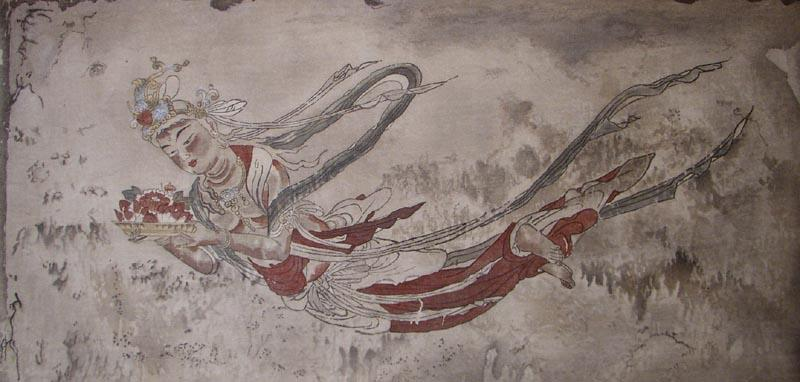
Raffigurazione di un ten'nin.

I ten'nin  (天人? "creatura celestiale") sono degli esseri spirituali presenti nel Buddismo giapponese. Tra i ten'nin sono inclusi i tenshi  (天使? "angelo"), i ten no tsukai  (天の使い? lett. "messaggero celeste") e le ten'nyo  (天女? "ninfa celeste"). I ten'nin sono una figura importata dal Buddismo cinese che, a sua volta, fu influenzato dai concetti di "creatura celestiale" presenti nel Buddismo indiano e nel Taoismo cinese.
I ten'nin sono stati rappresentati frequentemente nell'arte giapponese dove, oltre a varie pitture e sculture raffiguranti queste creature celesti, sono nate delle opere teatrali a loro ispirate. Solitamente vengono raffigurati come donne di straordinaria bellezza, che indossano kimono sgargianti (generalmente di cinque colori), raffinati gioielli e lunghe sciarpe che avvolgono dolcemente il loro corpo; portano con sé dei fiori di loto asiatico, simbolo dell'illuminazione spirituale, o suonano strumenti musicali come il biwa o il flauto.
Si ritiene che i ten'nin vivano nel paradiso buddista, insieme ai Buddha e ai Bodhisattva. I ten'nin sono in grado di volare, caratteristica che viene indicata comunemente con i loro abiti (kimono, mantelli, veli o altro) variopinti o piumati, che prendono il nome di hagoromo (羽衣? "abito di piume"); meno frequenti sono le rappresentazioni dei ten'nin con ali piumate.

## La leggenda dellaten'nyo
Nell'opera del teatro Nō Hagoromo (dove si trovano varie similitudini con le leggende sulle fanciulle cigno della cultura occidentale), una ten'nyo giunse sulla Terra e si tolse il suo hagoromo. Un pescatore che la stava spiando nascose l'abito, così da costringere la ten'nyo, ormai impossibilitata a tornare nel suo mondo, a sposarlo. Dopo alcuni anni il pescatore confessò alla moglie quello che aveva fatto: la ten'nyo ritrovò il suo abito e poté così tornare in cielo.
Secondo la leggenda la ten'nyo discese sulle spiagge di Miyo, cittadina che oggi è compresa nel territorio di Shizuoka.

## Laten'nyonella cultura di massa
La leggenda della ten'nyo discesa sulla Terra viene narrata nel manga di Yū Watase e nella sua trasposizione in anime Ayashi no Ceres: la protagonista Aya Mikage è una diretta discendente di Ceres, una ten'nyo rimasta intrappolata sulla Terra perché rubarono il suo hagoromo.